# Bahnstrecke Burlington–Rouses Point
| Streckenlänge: | 65,7 km              |                                          |                                          |
| Spurweite: | 1435 mm (Normalspur) |                                          |                                          |
| |                      |                                          |                                          |
| \| \| \| von Bellows Falls und Cambridge Junction \| \| \| \| 0,0 \| Burlington VT Union Station \| Burlington VT Union Station \| \| \| \| nach Windsor \| \| \| \| 5,5 \| Starr Farm Beach VT \| Starr Farm Beach VT \| \| \| \| Winooski River \| \| \| \| 10,5 \| Colchester Point VT \| Colchester Point VT \| \| \| \| Lake Champlain (Damm und 2 Brücken) \| \| \| \| 21,6 \| South Hero VT \| South Hero VT \| \| \| 28,2 \| Grand Isle VT \| Grand Isle VT \| \| \| \| Lake Champlain (Damm mit Brücke) \| \| \| \| 35,7 \| Abnaki VT \| Abnaki VT \| \| \| 40,1 \| North Hero VT \| North Hero VT \| \| \| \| Lake Champlain (Damm und 2 Brücken) \| \| \| \| 49,6 \| Isle La Motte VT \| Isle La Motte VT \| \| \| 59,9 \| Alburgh VT \| Alburgh VT \| \| \| \| Strecke Ogdensburg–Maquam \| \| \| \| \| Strecke Essex Junction–Rouses Point \| \| \| \| \| nach Noyan Junction \| \| \| \| \| Strecke Ogdensburg–Maquam \| \| \| \| \| von Essex Junction \| (Beginn Gleisverschlingung) \| \| \| \| Lake Champlain (Vermont/New York) \| \| \| \| \| nach Rouses Point \| (Ende Gleisverschlingung) \| \| \| \| Verbindung nach St.-Lambert \| \| \| \| \| von Maquam \| \| \| \| 65,7 \| Rouses Point NY \| Rouses Point NY \| \| \| \| nach Troy und St.-Lambert \| \| \| \| \| nach Ogdensburg \| \| |                      |                                          |                                          |
| Strecke |                      | von Bellows Falls und Cambridge Junction | von Bellows Falls und Cambridge Junction |
| Bahnhof | 0,0                  | Burlington VT Union Station              | Burlington VT Union Station              |
| Abzweig ehemals geradeaus und nach rechts |                      | nach Windsor                             | nach Windsor                             |
| Haltepunkt / Haltestelle (Strecke außer Betrieb) | 5,5                  | Starr Farm Beach VT                      | Starr Farm Beach VT                      |
| Brücke über Wasserlauf (Strecke außer Betrieb) |                      | Winooski River                           | Winooski River                           |
| Haltepunkt / Haltestelle (Strecke außer Betrieb) | 10,5                 | Colchester Point VT                      | Colchester Point VT                      |
| Brücke über Wasserlauf (Strecke außer Betrieb) |                      | Lake Champlain (Damm und 2 Brücken)      | Lake Champlain (Damm und 2 Brücken)      |
| Bahnhof (Strecke außer Betrieb) | 21,6                 | South Hero VT                            | South Hero VT                            |
| Bahnhof (Strecke außer Betrieb) | 28,2                 | Grand Isle VT                            | Grand Isle VT                            |
| Brücke über Wasserlauf (Strecke außer Betrieb) |                      | Lake Champlain (Damm mit Brücke)         | Lake Champlain (Damm mit Brücke)         |
| Haltepunkt / Haltestelle (Strecke außer Betrieb) | 35,7                 | Abnaki VT                                | Abnaki VT                                |
| Bahnhof (Strecke außer Betrieb) | 40,1                 | North Hero VT                            | North Hero VT                            |
| Brücke über Wasserlauf (Strecke außer Betrieb) |                      | Lake Champlain (Damm und 2 Brücken)      | Lake Champlain (Damm und 2 Brücken)      |
| Haltepunkt / Haltestelle (Strecke außer Betrieb) | 49,6                 | Isle La Motte VT                         | Isle La Motte VT                         |
| Bahnhof (Strecke außer Betrieb) | 59,9                 | Alburgh VT                               | Alburgh VT                               |
| Kreuzung (Strecken außer Betrieb) |                      | Strecke Ogdensburg–Maquam                | Strecke Ogdensburg–Maquam                |
| Kreuzung (Strecken außer Betrieb) |                      | Strecke Essex Junction–Rouses Point      | Strecke Essex Junction–Rouses Point      |
| Abzweig geradeaus, nach rechts und von rechts (Strecke außer Betrieb) |                      | nach Noyan Junction                      | nach Noyan Junction                      |
| Kreuzung (Strecken außer Betrieb) |                      | Strecke Ogdensburg–Maquam                | Strecke Ogdensburg–Maquam                |
| Abzweig geradeaus und von links (Strecke außer Betrieb) |                      | von Essex Junction                       | (Beginn Gleisverschlingung)              |
| Grenze auf Brücke über Wasserlauf (Strecke außer Betrieb) |                      | Lake Champlain (Vermont/New York)        | Lake Champlain (Vermont/New York)        |
| Abzweig geradeaus und nach links (Strecke außer Betrieb) |                      | nach Rouses Point                        | (Ende Gleisverschlingung)                |
| Abzweig geradeaus und nach rechts (Strecke außer Betrieb) |                      | Verbindung nach St.-Lambert              | Verbindung nach St.-Lambert              |
| Abzweig geradeaus und von rechts (Strecke außer Betrieb) |                      | von Maquam                               | von Maquam                               |
| Bahnhof (Strecke außer Betrieb) | 65,7                 | Rouses Point NY                          | Rouses Point NY                          |
| Kreuzung (Strecke geradeaus außer Betrieb) |                      | nach Troy und St.-Lambert                | nach Troy und St.-Lambert                |
| Strecke (außer Betrieb) |                      | nach Ogdensburg                          | nach Ogdensburg                          |

Die Bahnstrecke Burlington–Rouses Point ist eine Eisenbahnstrecke in Vermont und New York (Vereinigte Staaten). Sie ist 65,7 Kilometer lang und verbindet unter anderem die Städte Burlington, Alburgh und Rouses Point. Die Strecke ist stillgelegt.

## Geschichte
Zwei Bahngesellschaften hatten 1849 Eisenbahnstrecken nach Burlington gebaut, nämlich die spätere Rutland Railroad über Rutland und die spätere Central Vermont Railway (CV) über Montpelier. Die Vermont and Canada Railroad, die ursprünglich beide Strecken an das kanadische Eisenbahnnetz anbinden sollte, wurde von der CV aufgekauft und nur deren Strecke wurde angeschlossen. Die Rutland wollte dennoch diesen Anschluss nach Norden und kaufte zunächst die Bahnstrecke Leicester–Ticonderoga. In Ticonderoga bestand Anschluss zur Hauptstrecke der Delaware and Hudson Railroad nach Kanada. Dies war jedoch nicht zufriedenstellend, da keine direkten Züge von Burlington aus in Richtung Kanada gefahren werden konnten. Sie gründete also am 4. November 1898 die Rutland and Canadian Railroad, um eine eigene Bahnstrecke von Burlington nach Norden zu bauen. 
Da eine Strecke unmittelbar parallel zur CV-Strecke Essex Junction–Rouses Point aufgrund der Bebauung nicht in Frage kam und man eine kürzere Strecke bauen wollte, entschied die Rutland, eine Strecke über die Inseln im Lake Champlain zu bauen und die Inseln durch von Brücken unterbrochene Dämme zu verbinden. Die Dämme wurden aus Bruchsteinen aufgeschichtet, die ständig als Abfallprodukt in den zahlreichen Steinbrüchen des Bundesstaats anfielen. Am 7. Januar 1901 ging die neue Strecke in Betrieb. Zwischen Alburgh und Rouses Point nutzte man trotz der Feindschaft die Brücke der CV mit, jedoch wurde die Brücke im Jahr 1900 auf gemeinsame Kosten neu gebaut und eine Gleisverschlingung eingebaut, um Mitbenutzungsgebühren zu sparen.
Den Betrieb auf der Strecke führte die Rutland, die mit Eröffnung der Strecke die Rutland&Canadian wieder aufgelöst hatte. Aufgrund eines Streiks wurde am 26. Juni 1953 der Personenverkehr im gesamten Rutland-Netz eingestellt. Der Güterverkehr lief nach Streikende wieder an, wurde jedoch anlässlich eines erneuten Streiks am 25. September 1961 ebenfalls endgültig eingestellt. Die Rutland beantragte die Stilllegung der Strecke, die am 18. September 1962 genehmigt und am 20. Mai 1963 vollzogen wurde. Einige Teile der Strecke einschließlich des Dammes zwischen Colchester Point und South Hero wurden in einen Rad- und Wanderweg umgewandelt. Kürzere Abschnitte wurden für den Bau von Straßen verwendet.

## Streckenbeschreibung
Die Strecke beginnt in der Burlington Union Station und zweigt hier aus der Strecke nach Windsor ab. Sie führt entlang der Ostküste des Lake Champlain nach Norden. Sie überquert den Winooski River unmittelbar an dessen Mündung in den See. Nahe der Landspitze Colchester Point beginnt der Damm über den See nach South Hero. Das fünf Kilometer lange Bauwerk ist an zwei Stellen durch Brücken unterbrochen. Die nördlichere der beiden Brücken ist als Klappbrücke ausgeführt, um den ungehinderten Schiffsverkehr zu ermöglichen.
Die Strecke führt über die Grand Isle und durch die gleichnamige Ortschaft. Am Nordende der Insel schließt sich ein weiterer Damm an. Er führt zu einer schmalen Landzunge der Insel North Hero, auf der sich der gleichnamige Ort befindet. Ein Streckenabschnitt auf dieser Insel wurde in eine Straße umgebaut. Die Strecke verlässt die Insel auf einem dritten Damm. Sie erreicht dann den Bahnhof Isle La Motte. Der Bahnhof liegt jedoch auf dem Festland. Die Insel, nach der die Station benannt ist, liegt einige Kilometer westlich. Die Bahntrasse verläuft nun weiter nordwärts und erreicht mit Alburgh die einzige größere Stadt entlang der Strecke. Die schon vor der Eröffnung der Strecke in diesem Bereich stillgelegte Bahnstrecke Ogdensburg–Maquam kreuzt die Trasse hier zweimal. Auch die CV-Strecke kreuzte hier, außerdem zweigt eine Strecke nach Kanada ab. Der einst bedeutende Bahnknoten Alburgh kann heute nur noch auf der Straße erreicht werden. Die Bahn liegt im weiteren Verlauf direkt neben der CV-Strecke und besaß auf der Brücke über den See eine Gleisverschlingung mit dieser. An die Brücke schließt sich der Knotenbahnhof Rouses Point an, wo die Hauptstrecke New York–Montréal kreuzt.